# Vincent Jordy
Pour les articles homonymes, voir Jordy (homonymie).
Vincent Jordy, né le 20 janvier 1961 à Perpignan (Pyrénées-Orientales), est un évêque catholique français, archevêque métropolitain de Tours depuis le 4 novembre 2019.

## Biographie

### Formation
Baptisé le 26 mars 1961 en l’église Saint-Vincent de Collioure (diocèse de Perpignan), il a fait ses études secondaires au collège de Riedisheim (1971-1975), puis au lycée Michel de Montaigne de Mulhouse (1976-1979). Ayant réussi son baccalauréat série B en 1979, il a entrepris des études de droit et de sciences politiques à la faculté de Strasbourg et obtenu la licence en droit en 1983. Il a poursuivi alors son cursus à l’Institut d’Études Judiciaires.
Après le service national effectué en 1985 au 1er régiment du génie à Illkirch-Graffenstaden, il a effectué un stage en établissement bancaire et travaillé dans l’Éducation nationale.
Par la suite, il étudie la théologie au séminaire français de Rome puis à l'université pontificale grégorienne (1987-1992). Licencié en droit canonique, en théologie et en spiritualité, il est ordonné prêtre le 28 juin 1992 pour l'archidiocèse de Strasbourg. Il est membre de la Communauté de l'Emmanuel de 1988 à 1995.

### Prêtre
Après son ordination en 1992, il occupe successivement les fonctions d'aumônier au collège épiscopal de Zillisheim et de vicaire à la paroisse d'Altkirch.
Après un séjour au monastère des Carmes déchaux de Montpellier, entre septembre et décembre 1996, il est nommé directeur spirituel du grand séminaire de Strasbourg, puis supérieur de ce même séminaire de 2000 à 2008, et responsable des services de communication de l'archidiocèse.

### Évêque
Nommé évêque titulaire (ou in partibus) d'Idassa et évêque auxiliaire de Strasbourg par le pape Benoît XVI le 19 septembre 2008, il reçoit  l'ordination épiscopale des mains de Jean-Pierre Grallet archevêque de Strasbourg, assisté de Christian Kratz, évêque auxiliaire de Strasbourg, et de Pierre Raffin, évêque de Metz le 11 novembre 2008.
Le 22 juillet 2011, il est nommé évêque de Saint-Claude (Jura) par le pape Benoît XVI. Il est installé dans sa cathédrale à Saint-Claude le 16 octobre 2011 après avoir pris canoniquement possession du diocèse le 13 octobre 2011 en présence des prêtres du collège des consulteurs.
Au sein de la Conférence des évêques de France, il est élu en 2011 président du Conseil pour l'unité des chrétiens et les relations avec le judaïsme. Le 30 décembre 2011, il est nommé chevalier de la Légion d'honneur sur le contingent du Premier ministre François Fillon.

### Archevêque métropolitain
Le pape François a nommé le 4 novembre 2019, Vincent Jordy, archevêque de Tours. Il est installé en la cathédrale Saint-Gatien de Tours le dimanche 5 janvier 2020. Avec le titre d’archevêque métropolitain, il coordonne la province ecclésiastique qui comprend les archidiocèses de Tours et Bourges et les diocèses de Blois, Chartres et Orléans.
Le 7 avril 2022, il est élu vice-président de la conférence des évêques de France. Il « accompagne la question des traditionalistes » au niveau national, surveillant notamment les homélies.
Le 3 avril 2025, Vincent Jordy et Benoît Bertrand sont élus vice-présidents de la Conférence des évêques de France pour épauler le cardinal Jean-Marc Aveline à la tête de l’épiscopat français.

### Devise épiscopale
Sa mère dit aux serviteurs :

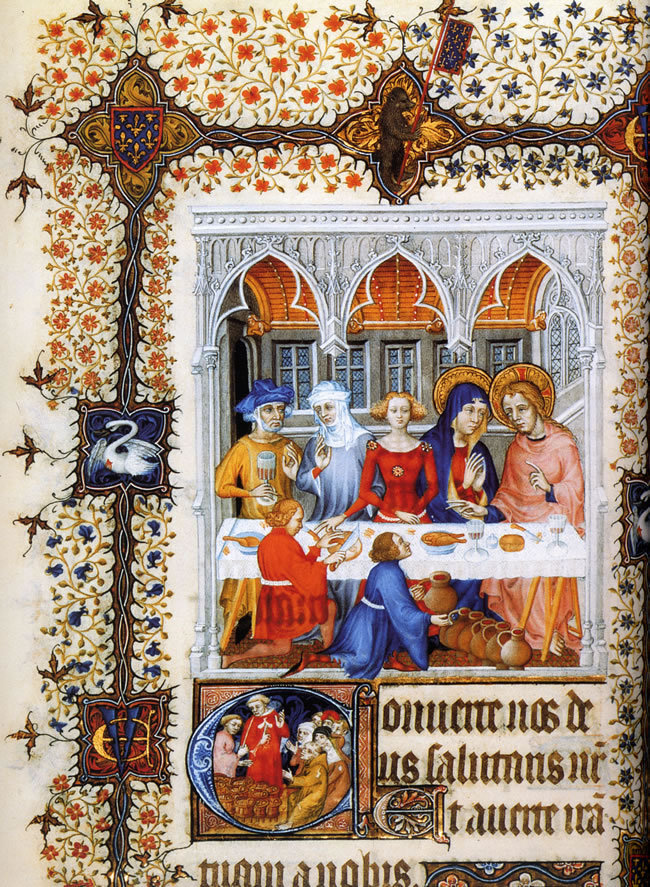
Les Noces de Cana, Les Grandes Heures du duc de Berry. vers 1407/1409, Pseudo-Jacquemart, BnF.

« Faites tout ce qu'Il vous dira » (cf. Jn 2, 5).

### Responsabilité
- Évêque auxiliaire : Strasbourg[5]
- Évêque : Saint-Claude (Jura)[16]
- Archevêque : Tours[17]
- Président : Commission épiscopale pour la catéchèse et le catéchuménat[18]
- Coprésident : Comité mixte catholique-baptiste[19]

## Prise de position
En mars 2022, Vincent Jordy apporte son soutien aux victimes de l’abbé Bernard Tartu, ancien chef de chœur des Petits Chanteurs de Touraine. Huit victimes  ont déposé plainte contre le prêtre Bernard Tartu, mais les faits remontent à plus de 30 ans et sont donc prescrits. Néanmoins Vincent Jordy considère que « l’addition des plaintes », et la « convergence » des dépositions rendent ces allégations crédibles. Aussi Bernard Tartu a été, en décembre 2021, mis en retrait et ne peut « plus faire d’office, de messe même en privé ». Âgé de 81 ans, il est retourné vivre dans sa famille.

## Distinction
- Chevalier de la Légion d'honneur (décret du 30 décembre 2011)[21]